# Варда (гора)
Ва́рда (ивр. הר ורדה‎ Хар Ва́рда, араб. تل وردة‎, Таль Варда) — гора вулканического происхождения на Голанских высотах.

## Описание
Высота Варды составляет 1226 метров, что делает её второй по высоте (выше только Хермон) горой на Голанских высотах, в северо-восточной части которых и находится. В 28 км от Варды располагается город Кацрин, в 6 км — деревня Мадждаль-Шамс.
У восточного склона находится заброшенный карьер вулканического туфа; частично склоны используются для нужд сельского хозяйства Кроме того, на склонах Варды располагается поселение друзов Буката.